# Strattis
Strattis (griechisch Στράττις Stráttis) aus Athen war ein griechischer Dramatiker der späten Alten Komödie. Er lebte am Ende des 5. und zu Beginn des 4. Jahrhunderts v. Chr.

## Leben
Strattis ist der einzige bekannte attische Träger dieses Namens, der ansonsten in Ionien zu finden ist. Da sich in einigen Fragmenten seines Werks zeitgenössische Anspielungen finden, lässt sich seine Schaffenszeit ungefähr eingrenzen. Darüber hinaus wurde vorgeschlagen, den Namen in der inschriftlich überlieferten Liste der Sieger bei den Lenäen in Athen zu ergänzen – erhalten ist allerdings nur der letzte Buchstabe Σ, doch würde nach Anzahl der verfügbaren Buchstaben Strattis die Lücke füllen. In dem Fall wäre ein Sieg um 390 v. Chr. mit einem Spielraum von zehn Jahren nach oben und unten wahrscheinlich zu machen.
Laut Athenaios lag seine Blüte bald nach der des Kallias, also um 412 v. Chr. In seiner Komödie Anthroporestes bezieht sich Strattis auf die 408 v. Chr. aufgeführte Tragödie Orestes des Euripides und zieht spottend über den Schauspieler Hegelochos her, der sich einen in der Antike berühmten, vielfach überlieferten Versprecher während der Uraufführung leistete: Er sprach das Wort γαλήν wie γαλῆν und machte somit aus der „Ruhe“ ein „Wiesel“. In den Phoinissai zitiert Strattis sogar aus der gleichnamigen Tragödie des Euripides aus dem Jahr 410/09 v. Chr. Der Titelheld seines Kallippides war wohl der gleichnamige Schauspieler, der 418 v. Chr. den musischen Schauspieler-Agon bei den Lenäen gewann, aber noch lange aktiv war und selbst von Aristoteles noch dahingehend erwähnt wurde, dass der Schauspielerkollege Mynniskos ihn wegen seiner exaltierten Gesten einen Affen nannte. Laispodias, den Strattis in seinem Kinesias verspottete, kann nur der athenische Stratege und das Mitglied im Rat der Vierhundert des Namens sein, der historisch lediglich für die Jahre von 414 bis 411 v. Chr. belegt ist und in den 414 v. Chr. aufgeführten Wolken des Aristophanes ebenfalls als Ziel des Spottes in Erscheinung tritt. Als spätestes, einigermaßen datierbares Zeugnis nennt Strattis in einem bei Hermippos überlieferten Fragment aus der Atalante Lagiska, die Konkubine (παλλακίς) des Isokrates, die dieser erst in hohem Alter zu sich genommen hat. Da Isokrates 436 v. Chr. geboren wurde, könnte er frühestens im Jahrzehnt 380/70 v. Chr. ein Alter erreicht haben, das man als fortgeschritten bezeichnen möchte. Daher wird Strattis’ schöpferische Zeit bis nach 380 v. Chr. angesetzt. Obwohl weitere Stücke des Strattis Datierungshinweise bieten, wird der abgesteckte zeitliche Rahmen nicht erweitert.

## Werk

### Komödien
Laut dem Anonymus de comoedia (περὶ κωμῳδίας) hat Strattis 16 Komödien geschrieben, während die Suda nur 15 auflistet, von denen die Zuschreibung der Agathoi (Ἀγαϑοί „Die Guten“) an Strattis oder Pherekrates in der Antike schwankte. Die in Suda getrennt aufgezählten Makedonen werden bei Athenaios mal mit dem Pausanias, mal mit dem Kinesias als ein Stück zusammengezogen. Hinzu kommen dafür vier Stücke, die von anderen Autoren als Werke des Strattis überliefert werden: Die Myrmidonen bei Pollux, Zopyros bei Hesych, Die Potamier und der Pytisos.
So sind folgende Komödien des Strattis namentlich bekannt:
- Antroporestes oder Anthroporraistes (Ἀνθρωπορέστης oder Ἀνθρωπορραίστης, „Der menschliche Orestes“ oder „Der Menschenzerreißer“)
- Atalante (Ἀταλάντη)
- Agathoi oder Argyriou aphanismos (Ἀγαθοί ἤτοι Ἀργυρίου ἀφανισμός, „Die Guten“ oder „Das verschwundene Geld“)
- Zopyros (Ζώπυρος περικαιόμενος, „Der angebrannte Zopyros“)
- Iphigeron (Ἰφιγέρων)
- Kallipides (Καλλιπίδης)
- Kinesias (Κινησίας)
- Limnomedon (Λιμνομέδων)
- Makedones oder Pausanias (Μακεδόνες ἢ Παυσανίας, „Die Makedonen“ oder „Pausanias“)
- Medeia (Μήδεια)
- Myrmidones (Μυρμιδόνες, „Die Myrmidonen“)
- Potamioi (Ποτάμιοι, „Die Potamier“)
- Pytisos (Πύτισος)
- Troilos (Τρωΐλος)
- Phoinissai (Φοἰνισσαι, „Die Phönizerinnen“)
- Philoktetes (Φιλοκτήτης)
- Chrysippos (Χρύσιππος)
- Psychastai (Ψυχασταί, „Die Psychasten“)

### Inhalte
Keine der Komödien ist erhalten, doch liegen 87 vollständige Verse, 39 Versfragmente und 33 einzelne Wortzitate, zumeist von Scholiasten als Belege für das Vorkommen bestimmter Wortformen, aus dem Werk des Strattis vor. Aus den Titeln und Fragmenten geht hervor, dass mit Atalante, Medeia, Troilos, Phoinissai, Philoktetes und Chrysippos sechs der Stücke auf mythologischen Themen oder deren Verarbeitung in der Tragödie beruhten. Da oft von mehrere dieser Titel auch Stücke mehrerer Tragiker ist, ist in der Regel nicht zu entscheiden, ob es sich um Parodien und wenn ja, auf welches konkretes Werk sind. Manche Stücke sind jedoch so viele Jahre nach einer bekannten Tragödie zu datieren, dass eine direkte Parodie eher unwahrscheinlich ist. Dies gilt etwa für den Troilos des Sophokles oder Medeia und Chrysippos des Euripides. Der Antroporestes und der Kallipides haben Schauspieler zum Ziel, die übrigen – bis auf den Pytisos – behandeln zeitgenössisch politische und gesellschaftliche Themen, zielen aber vordergründig meist auf Kulturerscheinungen und Kulturverfall. Die Psychastai handelten wohl von Genusssucht und Faulheit der Athener, die Potamioi zielten wahrscheinlich auf die Bewohner eines der gleichnamigen Demen in der Phyle Leontis, die dafür bekannt waren, ihre Bürgerlisten zu schönen. Auffällig ist, dass mit Kinesias ein prominenter Zeitgenosse, der Dithyrambendichter und Vertreter der zu dieser Zeit verbreitet abgelehnten Neuen Musik Kinesias, Titelheld ist. Dass es auch in diesem Stück um eine politische Dimension ging, erweist sich nicht nur in den zugleich verspotteten Thrasybulos und Laispodias, sondern auch aus der Bezeichnung des Kinesias als Chormörder (χοροκτόνος): Auf Veranlassung des Kinesias wurden die Aufwendungen für die komischen Chorpartien beschränkt.